# إردرة
الإردرة (بالبشكنشية erdara وتلفظ ‎[er´da.ɾa]‏، وerdera وتلفظ ‎[er´de.ɾa]‏) اسم يطلقه البشكنشيون على ما سوى لغتِهم اللغةِ البشكنشية (المسماة عندهم الأسكرة، euskara وeuskera)، وبالخصوص على اللغة القشتالية واللغة الفرنسية. وذلك مثلما يطلق العرب اسم العجمية على ما سوى العربية وعلى الفارسية على وجه الخصوص.

## وجه التسمية
الكلمة مركبة من erdi-era إردِئِرة «نصف-طريقة»، أما كلمة الأسكرة فمن البشكنشية الأولية enau(t)si esan-(k)ara era إنَوتسِ‌كَرة «قول-طريقة».